# Jan Schulting
Jan Schulting (Nij Beets, 13 januari 1956) is een Nederlands voetballer en voetbaltrainer. Jan Schulting is de vader van shorttrackster Suzanne Schulting.

## Loopbaan

### Speler
Schulting voetbalde bij de amateurs van SC Emmeloord en Dijka Steenwijk en kwam in het betaalde voetbal uit voor SC Heerenveen, waar hij in 1988 stopte.

### Trainer
- 1982/1983 SC Heerenveen (jeugd)
- 1983/1984 Dijka Steenwijk (jeugd)
- 1984-1988 SC Heerenveen (jeugd)
- 1988-1991 Broekster Boys (Damwoude; trainer/coach)
- 1991-1994 FVC (Huizum; trainer/coach)
- 1994-1997 BV Veendam (trainer/coach)
- 2001-2003 VVOG (Harderwijk; trainer/coach)
- 2003-2005 Cambuur Leeuwarden (tot 13 januari 2005 als assistent-trainer; daarna trainer/coach)
- 2005-2007 FC Omniworld (Almere; trainer/coach)
- 2007-2008 WHC Wezep (trainer/coach)
- 2010-2011 SV Urk (trainer/coach)
- 2011-2012 Flevo Boys (trainer/coach)
- 2012-2013 SC Veendam (assistent trainer)
- 2013-2014 VVOG (trainer/coach)
- 2016-2017 Sc Heerenveen (vrouwenvoetbal) (trainer/coach)
- 2018-2019 FVC (trainer/coach)
- 2019-2022: VV Pelikaan-S (trainer/coach)

Pikant was de overgang naar Flevo Boys. Twee weken nadat hij ontslagen was bij SV Urk werd hij aangesteld als coach bij aartsrivaal Flevo Boys. Per 1 juli 2017 werd hij uit zijn functie bij SC Heerenveen ontheven, een jaar voordat zijn contract af zou lopen.